# Simmerhausen
Simmerhausen ist ein Ortsteil der Gemeinde Prinzhöfte, die zur Samtgemeinde Harpstedt im niedersächsischen Landkreis Oldenburg gehört.

## Geografie und Verkehrsanbindung
Simmerhausen liegt westlich des Kernbereichs von Prinzhöfte und nordwestlich des Kernbereichs von Harpstedt. Durch den Ort fließt die Flachsbäke. Am Ortsrand nahe der B 213 liegt das kleine Simmerhauser Moor. 
Simmerhausen liegt zwischen der östlich verlaufenden A 1 und der westlich verlaufenden B 213.